# Gurítóradar
A földi gurítóradar (angolul Surface Movement Radar, SMR) repülőtér felszínén lévő repülőgépek és járművek észlelésére szolgál. A légiforgalmi irányítók a vizuális megfigyelések kiegészítésére használják. Éjszaka és rossz látási viszonyok között is használható a repülőgépek és járművek mozgásának megfigyelésére. A gurítóradar az ICAO által elfogadott, de a történelemben más néven is ismerték, mint például a földi mozgásradar, repülőtéri felszíni érzékelő berendezés.

## Szerepe
A légi közlekedést segítő radarberendezéseket működésük, adásmódjuk és elhelyezésük szerint csoportosíthatjuk. A Budapest Liszt Ferenc nemzetközi repülőtér irányítótornyának tetején látható, gömb alakú kupola alatt található berendezés az úgynevezett gurítóradar. Ennek feladata a repülőtér területének megfigyelése, illetve a futópályákon vagy a gurulóutakon közlekedő repülőgépek, egyéb járművek nyomon követése.
- segíti az irányítók helyzettudatosságát a manőverező területtel kapcsolatban;
- figyelemmel kíséri a repülőgépek és járművek mozgását a manőverező területen;
- szükség szerint útvonal-információkat ad a pilótáknak és a járművezetőknek; és
- tanácsot és segítséget nyújt a repülőgépek és járművek biztonságos és hatékony mozgásához a manőverező területen.

## Technikai jellemzők
A gurítóradar a Primary Surveillance Radar (PSR) működési elvét használja, azaz olyan jelet bocsát ki, amelyet a célpont visszaver, és a kapott visszhang alapján meghatározza a cél távolságát és irányát.
Az SMR (gurítóradar) azonban sokkal magasabb frekvenciákon (10–20 GHz) működik, szemben a PSR-rel (1–5 GHz). Ennek eredményeként az antenna sokkal kisebb (és könnyebb), ami gyorsabb forgást tesz lehetővé (tipikusan 1 fordulat/másodperc, szemben a 6-12 fordulat/perccel), és ezáltal gyorsabb frissítési sebességet tesz lehetővé. Az azimutfelbontás is javult (kb. 0,25 fokkal) a PSR-hez (1-2 fok) képest a vékonyabb sugárszélességnek köszönhetően (amit a magasabb használt frekvencia miatt érnek el). Bár a hatótávolság lényegesen rövidebb a többi radarhoz képest (bár ez nem tekinthető hátránynak, mivel az SMR célja, hogy csak a manőverezési területet fedje le, azaz a repülőtér területét), ez rövidebb impulzus használatát teszi lehetővé, ami viszont sokkal jobb hatótávolságot eredményez (kb. 20 m).
Az SMR-t gyakran az ATC (légiforgalmi irányító) torony tetejére szerelik fel, ami jó rálátást biztosít a manőverezési területre.